# 1847 в Україні

## Події
- 8 квітня — за участь у таємній організації Кирило-Мефодіївське братство зарештовано поета Тараса Шевченка та історика Миколу Костомарова.

## Особи

### Народились
- 9 січня — Ярошенко Семен Петрович — політичний діяч і математик. Доктор наук. Гласний Одеської міської думи у трьох скликаннях, міський голова Одеси з 2 по 11 травня 1905 року. Ректор Імператорського Новоросійського університету (сьогодні — Одеський національний університет імені І. І. Мечникова) (1881—1890); (пом. 1917).
- 19 січня — Білинський Петро Степанович (1847—1916) — український священик (УГКЦ), фольклорист, історик, освітній діяч.
- 1 лютого — Сем'якін Михайло Костянтинович (1847—1902) — дійсний статський радник, генерал-майор (від 1896 року), подільський (1896—1901), потім могильовський (1901—1902) губернатор.
- 7 лютого — Русов Олександр Олександрович, український етнограф, фольклорист, сатирик, громадський діяч. Помер 8 жовтня 1915 р.
- 7 лютого — Заленський Володимир Володимирович (1847—1918) — зоолог, ембріолог, академік Санкт-Петербурзької Академії наук (з 1897). У 1897—1901 рр. — директор Зоологічного музею Санкт-Петербурзької АН.
- 15 лютого — П'юрко Теодор Іванович (1878—1906) — релігійний і культурно-освітній діяч, письменник і журналіст, греко-католицький крилошанин у Львові. Член товариства «Просвіта» і Наукового Товариства імені Шевченка.
- 24 лютого — Бучинський Мелітон Осипович (1847—1903) — український галицький фольклорист, етнограф, громадсько-освітній діяч. Член НТШ (1873).
- 3 березня — Джулинський Лев (1847—1923) — священик УГКЦ, церковний письменник і видавець, патріот, книговидавець, громадський діяч.
- 3 березня — Калашник Павло Іванович (1847—1909) — український гончар.
- 17 березня — Вовк Федір Кіндратович (1847—1918) — український антрополог, етнограф, археолог, археограф, музеєзнавець, видавець та літературознавець. Автор першої науково обґрунтованої концепції антропологічного складу українців.
- 17 березня — Маркевич Олексій Іванович (1847—1903) — дослідник історії України і Росії XVI—XVIII ст.
- 18 березня — Рейнгард Людвиг Васильович (1848—1920) — ботанік, альголог, професор (з 1886), перший обраний ректор Харківського університету (1905—1906), таємний радник.
- 20 березня — Музиченко Гавриїл Вакулович (1847—1903) — румунський композитор, педагог, хормейстер, музично-громадський діяч українського походження.
- 23 травня — Михаїл Греков (1847—1922) — болгарський революціонер і публіцист.
- 6 червня — Барвінський Олександр Григорович (1847—1926) — український громадсько-політичний діяч Галичини, історик, педагог.
- 15 червня — Білецький Андрій Михайлович (1847—1926) — провідний діяч Греко-католицької Церкви, генеральний вікарій, препозит, архипресвітер, офіціал львівської капітули, домовий прелат його святости Папи Римського, радник і референт митрополичої консисторії.
- 13 липня — Савчак Дем'ян (1848—1912) — український громадський діяч, адвокат, за фахом суддя, посол до Галицького крайового Сейму.
- 23 серпня — Шраг Ілля Людвигович (1847—1915) — український громадський і політичний діяч, чернігівський адвокат. Депутат І Державної думи Російської імперії, член Української Центральної Ради, а також культурний діяч, відомий підтримкою класиків української літератури. Ідеолог чернігівської «Просвіти».
- 13 вересня — Маврицій Мацішевський (1847—1917) — польський педагог, історик, краєзнавець, який жив і працював у Галичині.
- 14 вересня — Димитр Греков (1847—1901) — болгарський державний і політичний діяч, голова уряду країни з 30 січня до 13 жовтня 1899.
- 12 жовтня — Насальський Юліан (1847—1913) — український видавець і редактор «Бібліотеки для русской молодежі» (так званої «Бібліотеки Насальського»).
- 15 жовтня — Костянтин (Чехович) (1847—1915) — український церковний і громадський діяч у Перемишлі, єпископ Перемиський, Самбірський і Сяноцький
- 24 жовтня — Новицький Яків Павлович (1848—1925) — український історик, археолог, етнограф, фольклорист, краєзнавець, педагог. Дійсний член Імператорського Російського Географічного Товариства.
- 17 листопада — Фелікс Цозель (1847—1928) — польський церковний діяч, римо-католицький священик, єзуїт, педагог, релігійний письменник.
- 18 листопада — Навроцький Володимир Михайлович (1847—1882) — український економіст, статистик і публіцист.
- 29 грудня — Северин Обст (1847—1917) — польський художник, живописець, графік, ілюстратор, етнограф.
- Дическуло Леонід Аполлонович (1847—1889) — український революційний народник.
- Єзерський Сидір Антонович (1847—1914) — український поет, перекладач, педагог.
- Онишкевич Гнат Денисович (1847—1883) — український мовознавець і педагог.
- Раєвський Петро Іванович (1847—1886) — письменник та етнограф.
- Темницький Микола (1847—1921) — галицький громадський, політичний діяч і публіцист, греко-католицький священик.
- Трембицький Ісидор (1847—1922) — український актор, режисер і письменник.
- Цурковський Євстахій (1847—1925) — галицький громадсько-політичний і освітній діяч, греко-католицький священик.

## Померли
- 17 липня — Іловайський Григорій Дмитрович (1778—1847) — генерал-майор. Учасник Російсько-турецької війни, франко-російської війни 1812 року.
- 24 серпня — Іван (Снігурський) (1784—1847) — український церковний діяч, з 1818 року Перемиський греко-католицький єпископ. Філантроп і меценат, прихильник освіти селянських мас.
- 26 серпня — Миклашевський Михайло Павлович (1756—1847) — український і російський військовий та державний діяч.
- Скибицький Михайло Карлович (1793—1847) — учасник Війни за незалежність іспанських колоній в Америці, соратник Симона Болівара, біограф президента Венесуели Х. А. Паеса.

## Засновані, створені
- Сквер «Пале-Рояль» (Одеса)
- Торгові ряди (Лебедин)
- Турбівський цукровий завод
- Озерянський храм (Харків)
- Церква Воскресіння Господнього (Кудинівці)
- Михайлівська батарея (Севастополь)

## Зникли, скасовані
- кінець березня — Кирило-Мефодіївське товариство

## Видання, твори
- Твори Тараса Шевченка:
  - поема Відьма
  - В казематі
  - Не спалося — а ніч як море
  - Думи мої, думи мої
  - поема Княжна
  - Сонце заходить, гори чорніють
  - Мені тринадцятий минало
  - Не гріє сонце на чужині
  - Сон (Гори мої високії)[1]
  - Іржавець
  - О думи мої! о славо злая!
  - Полякам
  - Чернець
  - Один у другого питаєм
  - Самому чудно, а де ж дітись?
  - Стрічечка до стрічечки
  - Хустина
  - А. О. Козачковському
  - Москалева криниця
  - То так і я тепер пишу
- Олександр Духнович — «Книжиця»
- Пантелеймон Куліш — «Українські народні перекази» — збірник записів бувальщини

## Пам'ятні дати та ювілеї
- 1025 років з часу (822 рік):
  - входження західноукраїнських земель до держави Велика Моравія, яку заснував Моймир I.
- 875 років з часу (972 рік):
  - смерті Великого князя київського (945—1022 рр.) з династії Рюриковичів Святослава Ігоровича (Хороброго).
  - початку правління князя Київської Русі Ярополка Святославовича.
- 825 років з часу (1022 рік):
  - перемоги тмутороканського князя (990/1010—1023) Мстислава Володимировича над Редедею, ватажком абхазо-адигзькому племені касогів.
- 775 років з часу (1072 рік):
  - Прийняття «Правди Ярославичів» — збірника руських законів у Вишгороді на з'їзді трьома старшими Ярославичами — Ізяславом Ярославовичем, Святославом Ярославичем та Всеволодом Ярославовичем, що разом правили Руссю[2].
- 750 років з часу (1097 рік):
  - У м. Любечі відбувся Любецький з'їзд князів (київський Святополк Ізяславич, переяславський Володимир Мономах, смоленський Давид Ігорович, теребовлянський Василько Ростиславич), на якому прийнято постанову «кождо да держить отчину свою»[3].
- 625 років з часу (1222 рік):
  - з'їзд князів у Києві, що відбувся з приводу надання допомоги половцям у боротьбі з монголо-татарами.
- 600 років з часу (1247 рік):
  - укладення князем Данилом Галицьким миру з угорським королем Белою IV.
  - заснування Львова галицьким князем Данилом Романовичем.
- 575 років з часу (1272 рік):
  - проголошення князем Левом Даниловичем міста Львова столицею Галицько-Волинського князівства[4].
- 525 років з часу (1322 рік):
  - захоплення литовським князем Гедиміном Києва. Він посадив у ньому намісником Міндовга Гольшанського.
- 400 років з часу (1447 рік):
  - 2 травня — видання у Вільні Привілея 1447 року (привілея Казимира IV Ягеллончика) — законодавчого акту (загальноземський привілей) у Великому князівстві Литовському, який значно розширив права і привілеї шляхти, а також поклав початок юридичного оформлення залежності селян від феодалів[5]
- 350 років з часу (1497 рік):
  - 26 жовтня — розгрому військом молдавського господаря Штефана III армії польського короля Яна I біля Козмінського лісу на Буковині (нинішнє село Валя Кузьмина на території Чернівецької області).
- 300 років з часу (1547 рік):
  - перемоги козаків під проводом барського старости Берната Претвиця татар під Очаковим.
- 275 років з часу (1572 рік):
  - 2 червня — заснування реєстрового козацтва, коли універсалом короля Сигізмунда II Авґуста коронному гетьманові Єжи (Юрію) Язловецькому було доручено найняти з низових козаків на службу 300 осіб. Загалом, 500 реєстровцям гарантувалась особиста свобода, оплата з державної скарбниці і звільнення від переслідувань цивільним судом. У 1590 році реєстр було збільшено до 1000 чоловік, а у 1637 році до 8 тисяч[6].
- 250 років з часу (1597 рік):
  - 11 квітня — чвертування Северина Наливайка поляками у Варшаві за наказом Станіслава Жолкевського після невдалого для козаків Солоницького бою 1596 року та змови угодовської частини козацької старшини, яка підступно захопила С. Наливайка[7].
- 225 років з часу (1622 рік):
  - морського походу запорозьких козаків на допомогу донським. Французький посол де Сезі про ці походи писав до Парижа так: «Поява 4 козацьких човнів викликала більшу розгубленість, ніж якби з'явилася чума — так вони бояться козаків…»[8]
  - вдалого походу на Перекоп під орудою реєстрового козацького гетьмана (1622—1628 з перервами) Михайла Дорошенка.
- 175 років з часу (1672 рік):
  - 13 березня — усунення лівобережного гетьмана Дем'яна Ігнатовича (Многогрішного) від гетьманської влади внаслідок заколоту.
  - 17 червня — обрання на старшинській раді в Козачій Діброві (поблизу Конотопа) лівобережним гетьманом Івана Самойловича.
  - початку польсько-турецької війни, що тривала до 1676 року, у ході якої козацьке військо Петра Дорошенка воювало проти поляків у союзі з османами. Бойові дії відбувалися на території України:
    - 18 липня — битви під Ладижином (Батозька битва)
    - битви під Уманню
    - 18-27 серпня — османського-козацьке військо взяло в облогу й захопило Кам'янець.
    - битви під Корцем
    - 20 вересня — початку облоги османсько-козацьким військом Львова (до 6 жовтня).
    - 5-14 жовтня — успішного походу проти татарських чамбулів польського гетьмана Яна III Собєського.
    - 5-6 жовтня — битви під Краснобродом
    - 6 жовтня — битва під Наролем
    - 7 жовтня — битви під Немировом
    - 9 жовтня — битви під Комарним
    - 14 жовтня — битва під Петранкою
    - битва під Калушем
    - 28 жовтня — укладення Бучацького мирного договору між Річчю Посполитою і Османською імперією, що завершив перший етап війни[9][10] (28) жовтня 1672 року в місті Бучачі[11]. За договором до Османської імперії відійшли Подільське воєводство (від Бучача — по Брацлав), на Брацлавщині і Південній Київщині, з якої виводились польські залоги, визнавалася влада Петра Дорошенка і Річ Посполита зобов'язувалася сплатити Османській імперії контрибуцію за зняття облоги Львова і щорічно платити 22 тисячі золотих дукатів данини. Бучацький мирний договір був відхилений сеймом і Польсько-турецька війна продовжилась до укладення Журавненського договору 1676 року.
- 125 років з часу (1722 рік):
  - 2 квітня — видання у Петербурзі царського указу про ліквідацію гетьманства і утворення в Глухові Малоросійської колегії — органу управління Лівобережною Україною, яка складалася з російських воєвод на чолі з генералом Степаном Веляміновим.
  - 14 липня — обрання Павла Полуботка наказним гетьманом України на старшинській раді в Глухові до проведення гетьманських виборів на заміну покійному Івану Скоропадському.
- 75 років з часу (1772 рік):
  - 5 серпня — проведення першого поділу Польщі та входження Королівства Галичини та Володимирії до складу Габсбурзької імперії.

### Установ та організацій
- 125 років з часу (1722 рік):
  - заснування Малоросійської колегії, яка замінила Малоросійський приказ.
  - ліквідації Генеральної військової канцелярії гетьмана Івана Скоропадського.

### Видатних особистостей

#### Народження
- 825 років з часу (1022 рік):
  - народження Єлизавети Ярославни — найстаршої доньки Ярослава Мудрого, видана 1045 року за норвезького конунга Гаральда Суворого; пом. 1066).
- 800 років з часу (1047 рік):
  - народження Вишеслава — української княжни, з 1067 року дружини польського князя, пізніше короля Болеслава II Сміливого.
- 750 років з часу (1097 рік):
  - народження Ізяслава Мстиславича — Великого князя київського (1146—1149, 1151—1154 рр.), князя волинського (1135—1142, 1146—1151 рр.), переяславського (1132—1133, 1142—1146 рр.), полоцького (1130—1132 рр.), курського (1127—1130 рр.) з династії Рюриковичів; старшого сина Мстислава Великого, онука Володимира Мономаха, родоначальника волинської династії Ізяславичів, прадіда Данила Галицького; (пом. 13 листопада 1154).
- 675 років з часу (1172 рік):
  - 5 квітня — народження Ростислава Рюриковича (у хрещенні Михайла) — Великий князь Київський у 1204—1205 роках, син Рюрика Ростиславича; (пом. 1218)[12].
- 450 років з часу (1397 рік):
  - народження Хаджи I (Хаджи Ґерая) — засновника незалежної Кримської держави і династії Ґераїв; першого хана Криму в 1441—1466 роках; (пом. 1466).
  - народження Кімбурги Мазовецької (Цимбарки Мазовецької) — польсько-литовсько-української княжни з династії П'ястів та Романовичів, була правителькою Австрійського князівства з 1412 до 1424 р., як дружина правителя Австрії Ернста Залізного з династії Габсбурґів. Була нащадком королів Русі Данила Романовича та Юрія І; (пом. 28 вересня 1429)
- 375 років з часу (1397 рік):
  - народження Єжи Крупського (Юрія, Георгія[13][14]; пол. Krupski Jerzy, Jędrzey[15] (1497 — 1548[16]) — руський[17] шляхтича Королівства Польського, дипломата, воєначальника, урядника, християнського релігійного діяча, каштеляна м. Белз 1509 р., каштеляна м. Львова у 1515 р., белзького воєводи в 1533 р.
- 250 років з часу (1597 рік):
  - народження 10 січня — Петра Могили — українського політичного, церковного та освітнього діяча, Митрополита Київського, Галицького і всієї Русі (1633—1647), екзарх Константинопольського патріарха, архімандрит Києво-Печерського монастиря (з 1627); пом. 1647).
- 225 років з часу (1622 рік):
  - народження Романа Ракушки-Романовського — державного і церковного діяча часів Гетьманщини, підскарбія за гетьмана Івана Брюховецького (1663—1668 рр.), священика у Брацлаві (1668—1676 рр.) і Стародубі (1676—1703 рр.), імовірного автора «Літопису Самовидця»; (пом. 1703).
  - народження Степана Орлика — литовсько-білоруського шляхтича польсько-чеського походження, батька українського гетьмана Пилипа Орлика; (пом. 1673).
- 200 років з часу (1647 рік):
  - народження Девлет III Ґерая (Кара-Девлет Ґерая) — кримського хана у 1716—1717 р.р. з династії Ґераїв, наступника Каплана I Ґерая, попередника Саадета IV Ґерая; (пом. 1717).
- 175 років з часу (1672 рік):
  - народження 11 жовтня — Пилипа Степановича Орлика — українського державного діяча, українського військового, політичного і державного діяча, Гетьмана Війська Запорозького у вигнанні (1710—1742 рр.); (пом. 26 травня 1742).
- 150 років з часу (1697 рік):
  - народження 6 червня — Митрополи́та Пили́па Володковича (у світі Феліція́на Пилипа Володковича)[18]) — українського і білоруського релігійного діяча, єпископа Української греко-католицької церкви; з 18 липня 1762 року митрополита Київського, Галицького та всієї Руси — настоятеля УГКЦ; (пом. 12 лютого 1778).
  - народження Григо́рія Кири́ловича Леви́цького — українського художника, графіка 18 ст.; (пом. 1769).
  - народження Михайла Васильовича Скоропадського — генерального підскарбія Глухівського періоду в історії України, члена Правління гетьманського уряду (1741—1758 рр.) та члена Генеральної військової канцелярії за правління гетьмана Кирила Розумовського[19]; (пом. 2 січня 1758).
- 125 років з часу (1722 рік):
  - народження 3 грудня — Григорія Савича Сковороди — видатного українського філософа-містика, богослова, поета, педагога; (пом. 1794).
  - народження Бахадира II Ґерая — кримського хана у 1782 р.; (пом. 1791).
  - народження Василя Баюрака — ватажка загону опришків, спільника і наступника Олекси Довбуша; (пом. 1754).
  - народження Івана Андрійовича Полетики — доктора медицини, професор, директора Санкт-Петербурзького генерального сухопутного госпіталю, керівника Васильківського карантину; (пом. 1783).
  - народження Петра Рогуля — українськиого іконописця і портретиста 18 століття; (пом. 1800).
- 100 років з часу (1747 рік):
  - народження 25 березня — Олександра Андрійовича Безбородька — полковника Ніжинського та Київського козацьких полків Війська Запорозького. Члена Російської Академії, почесного члена Академії Мистецтв, імперського сенатора, світлішого князя Російської імперії, канцлера уряду періоду російської імператриці Катерини II; (пом. 1799).
  - народження Петра Симонтовського — українського лікаря, епідеміолога; (пом. 1815).
- 75 років з часу (1772 рік):
  - народження Нахмана із Брацлава — засновника брацлавського (бресловського) хасидизму; (пом. 1810).
- 25 років з часу (1822 рік):
  - народження 4 лютого — Євсевій Черкавський — український і польський освітній та політичний діяч, ректор Львівського університету (1875—1876, 1876—1877, 1887—1888), посол-віриліст до Галицького крайового сейму і австрійського парламенту, шкільний радник; (пом. 1896).
  - народження 8 лютого — Опанас Маркович — український фольклорист, етнограф, громадський діяч, член Кирило-Мефодіївського Братства; (пом. 1867).
  - народження 7 жовтня — Іван Харитоненко — український землевласник, промисловець-цукрозаводчик, філантроп і меценат; (пом. 1891).

#### Смерті
- 975 років з часу (872 рік):
  - убивства болгарами сина Аскольд[20].
- 875 років з часу (972 рік):
  - смерті Святослава Ігоровича (Хороброго) — Великого князя київського (945—1022 рр.) з династії Рюриковичів; син княгині Ольги та князя Ігора Старого, батько Володимира Великого, дід Ярослава Мудрого. (нар.. 930 р.).
- 750 років з часу (1097 рік):
  - смерті Євстратія Постника — давньоруського святого, ченця Печерського монастиря. Преподобномученика.
- 725 років з часу (1122 рік):
  - 9 вересня — Даниїла (Данила) Паломника — руського православного монаха. Ігумена, клірика Чернігівської землі[21].
- 700 років з часу (1147 рік):
  - 19 вересня — смерті колишнього великого київського князя Ігора Ольговича.
- 675 років з часу (1172 рік):
  - смерті Євпраксії Мстиславівни (Зої, Добродії) — доньки київського великого князя Мстислава Володимировича, онуки Володимира Мономаха; (нар. 1108), дружини візантійського співімператора Олексія Комніна (Alexios Komnenos)[22].
- 450 років з часу (1397 рік):
  - 11 січня — смерті Скиргайла Ольгердовича — князя Троцького (1382—1395), Полоцького (1387—1397), Великого князя Київського (1395—1397). Великого князя Литовського (1386—1392); (нар. бл. 1354).
- 425 років з часу (1422 рік):
  - смерті Миколая Тромби — релігійного, державно-політичного діяча, галицького архієпископа РКЦ. Першого примаса Польщі; (нар. бл. 1358).
- 350 років з часу (1497 рік):
  - смерті Макарій I — митрополит Київський, Галицький і всієї Русі, загинув мученицькою смертю від татар[23].
- 325 років з часу (1522 рік):
  - смерті Йосифа II Солтана — митрополита Київського, Галицького і всієї Руси; (нар.. 1450).
  - смерті Тетяни Анни Гольшанської (лит. Tatjana Alšėniškė)[24] — шляхтянки XV—XVI сторіччя з роду Гольшанських гербу Гіпокентавр, дружини князя Костянтина Острозького; (нар.. 1480).
- 300 років з часу (1547 рік):
  - смерті Федора Санґушка — руського князя, державного та військового діяча Великого Князівства Литовського, старости володимирського (1531—1547), згодом вінницького і брацлавського (1544—1547 рр.), маршалка Волинської землі (1535—1547), старости звенигородський.
- 275 років з часу (1572 рік):
  - смерті Андрія Русина (Андрія Івановича Русин-Берестецького) — руського (українського) зем'янина, урядника, православного релігійного діяча. Пінського і Турівського православного єпископа.
- 250 років з часу (1597 рік):
  - смерті 11 квітня — Северина Наливайка (інколи[25] Семерій,[26], Семена) — українського військового діяча, козацького ватажка, одного з керівників повстання 1594—1596 років у Речі Посполитій.
- 225 років з часу (1622 рік):
  - смерті 20 квітня — Петро́ (Кононович) Конаше́вич-Сагайда́чний[27][28] — — український полководець та політичний діяч, гетьман реєстрового козацтва, кошовий отаман Запорізької Січі[29][30]. Організатор успішних походів запорозьких козаків проти Кримського ханства, Османської імперії та Московського царства. Меценат православних братств та опікун братських шкіл; (нар. близько 1582).
- 200 років з часу (1647 рік):
  - смерті 11 січня — Петра Могили — українського політичного, церковного та освітнього діяча, Митрополита Київського, Галицького і всієї Русі (1633—1647), екзарх Константинопольського патріарха, архімандрит Києво-Печерського монастиря (з 1627); нар. 1597).
  - смерті Га́нни Сомко (Сомківна) або Гафії Сомко — української міщанки, першої дружини Богдана Хмельницького, матері його синів Тимоша та Юрія і дочок Катерини та Степаниди. Сестра наказного гетьмана Лівобережної України Якима Сомка; (нар. бл. 1608).
  - смерті Касіяна Калі́кста Сако́вича — руського (українського) шляхтича, церковного діяча і письменника-полеміста, ректора Київської братської школи у 1620—1624 роках. Писав книжною українською та польською мовами[31]; (нар. бл. 1578).
- 175 років з часу (1672 рік):
  - смерті 18 квітня — Миха́йла Сули́чича (Суличенка, Сулитича) — козацького військового та державного діяча, Паволоцького полковника, Генерального судді Війська Запорозького та Наказний гетьман.
  - смерті Василя Рудомича — українського поета, мемуариста, правника і медика, ректора Замойської академії; (нар. (бл. 1620).
- 150 років з часу (1697 рік):
  - смерті 15 грудня — Сильвестра Головчича — українського церковного діяча, у 1672—1684 роках ректор Києво-Могилянської академії.
- 125 років з часу (1722 рік):
  - смерті 14 липня — Івана Скоропадського — українського військовика, політичного і державного діяча, гетьмана Війська Запорозького, голови козацької держави в Лівобережній Україні (1708—1722). Генерального бунчужного (1698—1699), генерального осавула (1701—1706), стародубського полковника (1706—1708). Гетьмана Глухівського періоду в історії України; (нар. 1646).
  - смерті 8 грудня — Стефана Яворського (Симеона Івановича Яворського) — українського та російськиого богослова, філософа, письменника, президента Синоду Православної російської церкви (1721—1722 рр.); (нар.. 1658 р.).
- 100 років з часу (1747 рік):
  - смерті 6 лютого — Івана Ільїна — члена Генеральної військової канцелярії, Генерального військового суду, члена («от великороссийских») тимчасового Правління гетьманського уряду; (нар. 1688).
  - смерті 18 жовтня — Василя Григоровича-Барського — українського православного письменника та мандрівника; (нар. 1701).
  - смерті 22 жовтня — Рафаїла (Заборовського) — українського церковного, громадського та освітнього діяча. Архієпископа Київського і Галицького (з 1731), Митрополита Київського, Галицького та всієї Малої Росії (з 1743), члена Святійшого Синоду безпатріаршої РПЦ (з 1723); (нар. 1676).
- 75 років з часу (1772 рік):
  - смерті Гедеона (Сломінського) — українського релігійного діяча доби Гетьманщини, архімандрита Межигірського монастиря, ректора Московської духовної академії; (нар. 1715).
  - смерті Павла Петрашіва — українського маляра-іконописця, портретиста і пейзажиста; (нар. 1738).
  - смерті Францішека Салезія Потоцького — польського шляхтича, урядника Речі Посполитої, магната, мецената. Київського (з 19 липня 1756), волинського воєводи (22 травня 1755), крайчия великого коронного (1736), претендента на польську корону; (нар. 1700).
- 50 років з часу (1797 рік):
  - смерті 28 січня — Антіна Головатого — кошового отамана Чорноморського козацького війська; (нар. 1732).
- 25 років з часу (1822 рік):
  - смерті 16 квітня — Дмитра Левицького — українського живописця-портретиста, який працював у модних аристократичних салонах Росії. Академіка Петербурзької академії мистецтв; (нар. 1735).